# Erophila
Erophila là chi thực vật có hoa trong họ Cải.